# لغة لادان
لادان (بالإنجليزية: Láadan)‏ هي لغة مصطنعة نسوية أنشأتها سوزيت هادن الجين عام 1982 من أجل اختبار فرضية «نسبية اللغة»: للتأكد من صحة ما إذا كانت لغة هادفة للتعبير عن وجهة نظر النساء ستشكل الثقافة جديدة. حيث يعتقد أن اللغات الطبيعية  ملاءمة للتعبير عن آراء الرجال أكثر من النساء. تم إدراج هذه اللغة في سلسلة الخيال العلمي «اللغة الأم». Láadan تحتوي على عددة كلمات للتعبير بوضوح عن شعور المرء حول ما يقوله. حسب ما تقوله الجين، وهذا يهدف إلى مكافحة اللغات المركزية الذكورية التي تقيد النساء وتجعلهن يضطررن للرد  «أنا أعلم بأنني قلت ذلك، لكنني قصدت...»